# مینرال پوینت (ویسکانسین)
مینرال پوینت، ویسکانسین  (به انگلیسی: Mineral Point) شهری در شهرستان آیووا ایالت ویسکانسین است که در سال ۱۸۵۷ بنیان‌گذاری شده‌است. این شهر طبق سرشماری سال ۲۰۱۰ میلادی ۲٬۴۸۷ نفر جمعیت داشته‌است.